# Finale de la Coupe Stanley 1923
Année précédente Année suivante
La finale de la Coupe Stanley 1923 fait suite aux saisons 1922-1923 de la Ligue nationale de hockey et de la Western Canada Hockey League.

## Finale de la Coupe Stanley
La finale de la Coupe Stanley a lieu à Vancouver au Canada entre les Sénateurs d'Ottawa de la LNH et les Eskimos d'Edmonton de la WCHL.
| 29 mars | Ottawa | 2-1 (pr) (0-0, 0-1, 1-0, 1-0) | Edmonton | Denman Arena 7 000 spectateurs |

| Feuille de match | Feuille de match                             | Feuille de match | Feuille de match                    | Feuille de match |
| ---------------- | -------------------------------------------- | ---------------- | ----------------------------------- | ---------------- |
|                  | - Hitchman — 53 min 4 s Denneny — 62 min 8 s | 0-1 1-1 2-1      | Morrison (Simpson) — 30 min 5 s - - |                  |
| Benedict         | Gardiens                                     | Winkler          |                                     |                  |
|                  |                                              |                  |                                     |                  |
|                  |                                              |                  |                                     |                  |

| 31 mars | Ottawa | 1-0 (1-0, 0-0, 0-0) | Edmonton | Denman Arena |

| Feuille de match | Feuille de match                  | Feuille de match | Feuille de match | Feuille de match |
| ---------------- | --------------------------------- | ---------------- | ---------------- | ---------------- |
|                  | Broadbent (Nighbor) — 11 min 23 s | 1-0              | -                |                  |
| Benedict         | Gardiens                          | Winkler          |                  |                  |
|                  |                                   |                  |                  |                  |
|                  |                                   |                  |                  |                  |

## Effectif champion
- Joueurs : Clint Benedict, Georges Boucher, King Clancy,  Eddie Gerard (capitaine), Lionel Hitchman, Frank Nighbor, Punch Broadbent, Jack Darragh, Cy Denneny, Harry Helman et Clint Benedict
- Encadrement : Ted Dey (président), Tommy Gorman (gérant et secrétaire), Pete Green (entraîneur en chef), Frank Dolan (entraîneur) et Frank Ahearn (président honorifique)